# Pierwszy gabinet Kevina Rudda
Pierwszy gabinet Kevina Rudda (ang. First Rudd Ministry) – sześćdziesiąty piąty w historii gabinet federalny Australii. Został zaprzysiężony przez gubernatora generalnego Michaela Jeffery’ego w dniu 3 grudnia 2007 roku i istniał do czasu rezygnacji Kevina Rudda ze stanowiska szefa rządu w dniu 24 czerwca 2010. Był gabinetem jednopartyjnym, tworzonym przez Australijską Partię Pracy. Na jego czele stał premier Kevin Rudd.

## Skład
| Stanowisko                                                                       | Osoba             | Od             | Do              |
| -------------------------------------------------------------------------------- | ----------------- | -------------- | --------------- |
| premier                                                                          | Kevin Rudd        | 3 grudnia 2007 | 24 czerwca 2010 |
| wicepremier                                                                      | Julia Gillard     | 3 grudnia 2007 | 24 czerwca 2010 |
| minister edukacji, zatrudnienia i relacji w miejscu pracy                        | Julia Gillard     | 3 grudnia 2007 | 24 czerwca 2010 |
| minister ds. integracji społecznej                                               | Julia Gillard     | 3 grudnia 2007 | 24 czerwca 2010 |
| minister skarbu                                                                  | Wayne Swan        | 3 grudnia 2007 | 24 czerwca 2010 |
| minister imigracji i obywatelstwa                                                | Chris Evans       | 3 grudnia 2007 | 24 czerwca 2010 |
| sekretarz gabinetu                                                               | John Faulkner     | 3 grudnia 2007 | 9 czerwca 2009  |
| sekretarz gabinetu                                                               | Joe Ludwig        | 9 czerwca 2009 | 24 czerwca 2010 |
| specjalny minister stanu                                                         | John Faulkner     | 3 grudnia 2007 | 9 czerwca 2009  |
| specjalny minister stanu                                                         | Joe Ludwig        | 9 czerwca 2009 | 24 czerwca 2010 |
| wiceprzewodniczący Federalnej Rady Wykonawczej                                   | John Faulkner     | 3 grudnia 2007 | 24 czerwca 2010 |
| minister finansów i deregulacji                                                  | Lindsay Tanner    | 3 grudnia 2007 | 24 czerwca 2010 |
| minister handlu                                                                  | Simon Crean       | 3 grudnia 2007 | 24 czerwca 2010 |
| minister spraw zagranicznych                                                     | Stephen Smith     | 3 grudnia 2007 | 24 czerwca 2010 |
| minister obrony                                                                  | Joel Fitzgibbon   | 3 grudnia 2007 | 4 czerwca 2009  |
| minister obrony                                                                  | John Faulkner     | 9 czerwca 2009 | 24 czerwca 2010 |
| minister zdrowia i osób starszych                                                | Nicola Roxon      | 3 grudnia 2007 | 24 czerwca 2010 |
| minister ds. rodzin, mieszkalnictwa, pomocy społecznej i ludności rdzennej       | Jenny Macklin     | 3 grudnia 2007 | 24 czerwca 2010 |
| minister infrastruktury, transportu, rozwoju regionalnego i samorządów lokalnych | Anthony Albanese  | 3 grudnia 2007 | 24 czerwca 2010 |
| minister ds. szerokopasmowego Internetu, komunikacji i gospodarki cyfrowej       | Stephen Conroy    | 3 grudnia 2007 | 24 czerwca 2010 |
| minister ds. innowacji, przemysłu, nauki i badań                                 | Kim Carr          | 3 grudnia 2007 | 24 czerwca 2010 |
| minister środowiska, dziedzictwa narodowego i sztuki                             | Peter Garrett     | 3 grudnia 2007 | 24 czerwca 2010 |
| minister ds. zmian klimatycznych i wody                                          | Penny Wong        | 3 grudnia 2007 | 24 czerwca 2010 |
| prokurator generalny                                                             | Robert McClelland | 3 grudnia 2007 | 24 czerwca 2010 |
| minister świadczeń społecznych                                                   | Joe Ludwig        | 3 grudnia 2007 | 9 czerwca 2009  |
| minister świadczeń społecznych                                                   | Chris Bowen       | 9 czerwca 2009 | 24 czerwca 2010 |
| minister rolnictwa, rybołówstwa i leśnictwa                                      | Tony Burke        | 3 grudnia 2007 | 24 czerwca 2010 |
| minister zasobów i energii, minister turystyki                                   | Martin Ferguson   | 3 grudnia 2007 | 24 czerwca 2010 |
| minister służb finansowych, emerytur i prawa korporacyjnego                      | Chris Bowen       | 9 czerwca 2009 | 24 czerwca 2010 |